# Dopolavoro Aziendale C.R.D.A. Monfalcone 1941-1942
Questa voce raccoglie le informazioni riguardanti il Dopolavoro Aziendale C.R.D.A. Monfalcone nelle competizioni ufficiali della stagione 1941-1942.

## Rosa
| N. |                   | Ruolo | Calciatore       |
| -- | ----------------- | ----- | ---------------- |
|    | Italia (bandiera) | P     | Albertino Altran |
|    | Italia (bandiera) | A     | Angelo Angelini  |
|    | Italia (bandiera) | A     | M. Bernadel      |
|    | Italia (bandiera) | D     | Oreste Benet     |
|    | Italia (bandiera) | P     | Tullio Bisacco   |
|    | Italia (bandiera) | A     | Giuseppe Bonini  |
|    | Italia (bandiera) | A     | Aldo Blasutti    |

| N. |                   | Ruolo | Calciatore        |
| -- | ----------------- | ----- | ----------------- |
|    | Italia (bandiera) | A     | Frediano Freschi  |
|    | Italia (bandiera) | D     | Guerrino Fumis    |
|    | Italia (bandiera) | C     | Alfredo Lui       |
|    | Italia (bandiera) | D     | Orlando Marchioli |
|    | Italia (bandiera) | C     | Romolo Simonetti  |
|    | Italia (bandiera) | A     | S. Trevisan       |